# La muerte de un funcionario público
La muerte de un funcionario público (en ruso: Смерть чиновника; romanización: Smert chinovnika) es un cuento de Antón Chéjov publicado originalmente en 1883, en el Nº27 del 2 de julio de la revista Fragmentos, subtitulado "El incidente" (Случай) y bajo el pseudónimo A. Chejonte (А. Чехонте). Se trata de un relato humorístico e irónico sobre el servilismo y la obsequiosidad de los funcionarios públicos.

## Resumen
Ivan Dimitrich Cherviakov, alguacil, es un hombre feliz y exitoso: ocupa un asiento de orquesta en la segunda fila de butacas durante una actuación en la ópera, «cuando, de repente», estornuda y rocía la calva del general Brizhalov delante de él. Consciente de su inferior posición jerárquica, le pide disculpas una primera vez durante la actuación, luego una segunda vez en el entreacto, lo que molesta al general, que ya ni siquiera piensa en ello. A pesar de las negativas del general, el funcionario teme que este llegue a pensar que lo hizo a propósito.
De regreso a casa, informa a su esposa del desafortunado accidente. Su esposa, también preocupada por el incidente, le aconseja vaya a discuparse al día siguiente. En la sala de espera del general, Cherviakov se disculpa por tercera vez, pero Brizhalov, irritado, lo ignora. Cherviakov malinterpreta su reacción y se disculpa por cuarta vez, lo que provoca la ira del general, quien lo acusa de burlarse de él.
La quinta vez, el general, fuera de sus casillas, le exige que se marche. La situación hace enfermar a Cherviakov, que siente «como si en el vientre algo se le estremeciera.»El funcionario regresa a casa, se acuesta aún completamente vestido y muere.

## Edición castellana
- Chejov, A. P. et al. (2004) Cuentos de Anton Chejov II / Anton Pavlovich Chejov. Santa Fe: El Cid Editor. (ISBN 9781449201562)

## Artículo relacionado
- Tabla de rangos del Imperio ruso